# Werchnij Koropeć
Werchnij Koropeć (ukr. Верхній Коропець) – wieś na Ukrainie w rejonie mukaczewskim obwodu zakarpackiego.